# Joan Du Plat Taylor
Joan Mabel Frederica Du Plat Taylor (Glasgow, 26 juni 1906 – mei 1983) was - ondanks dat ze geen formeel onderwijs had gevolgd - een van de eerste onderwaterarcheologen.
Joan Mabel Frederica Du Plat Taylor werd op 26 juni in de legerbarakken in Glasgow geboren als enig kind van luitenant-kolonel St. John Louis Hyde du Plat Taylor en Alice Home-Purves. Ook haar grootvader en overgrootvader dienden in het Britse leger.
Du Plat Taylor zorgde ervoor dat (de nieuwe wetenschap van) nautische archeologie serieus werd genomen in de academische wereld. Samen met George Naish zette ze de Britse Council for Nautical Archaeology op.
Du Plat Taylor was ook de oprichter van het International Journal of Nautical Archaeology (IJNA) waar ze van 1972 tot 1980 aanbleef als redacteur. Ze vond verder dat ook amateurs een belangrijke rol konden spelen in de archeologie. Du Plat Taylor zorgde ervoor dat ze werden opgeleid. Ze was de eerste voorzitter van de Nautical Archaeology Society.
Ze verzorgde - op persoonlijke titel - een studiebeurs om publicaties van onderwaterarcheologie te ondersteunen. Sinds haar overlijden in 1983 wordt deze prijs, die nu de Joan du Plat Taylor Award heet, nog steeds uitgereikt; nu door de Nautical Archaeology Society.

## Eerbetoon
Ondanks dat Du Plat Taylor geen formele opleiding heeft gevolgd - haar moeder wilde niet dat ze naar school ging - ontving ze in 1976 een eredoctoraat van de Universiteit van Pennsylvania (Verenigde Staten).